# Heubelsburg
Heubelsburg ist ein Weiler der Gemeinde Waldstetten im schwäbischen Landkreis Günzburg in Bayern. Der Ort liegt circa einen Kilometer nordöstlich von Waldstetten.

## Geschichte
Siehe: Burgstall Heubelsburg

## Baudenkmäler
Siehe auch: Liste der Baudenkmäler in Heubelsburg
- Kapelle St. Anna, erbaut 1751/52